# آلیس در سرزمین عجایب (فیلم ۱۹۸۸)
آلیس در سرزمین عجایب (انگلیسی: Alice in Wonderland) فیلمی است که در سال ۱۹۸۸ منتشر شد.